# (1757) Porvoo
(1757) Porvoo est un astéroïde de la ceinture principale.

## Description
(1757) Porvoo est un astéroïde de la ceinture principale. Il fut découvert le 17 mars 1939 à Turku par Yrjö Väisälä. Il présente une orbite caractérisée par un demi-grand axe de 2,35 UA, une excentricité de 0,13 et une inclinaison de 4,0° par rapport à l'écliptique.

## Compléments